# UTC−07:00

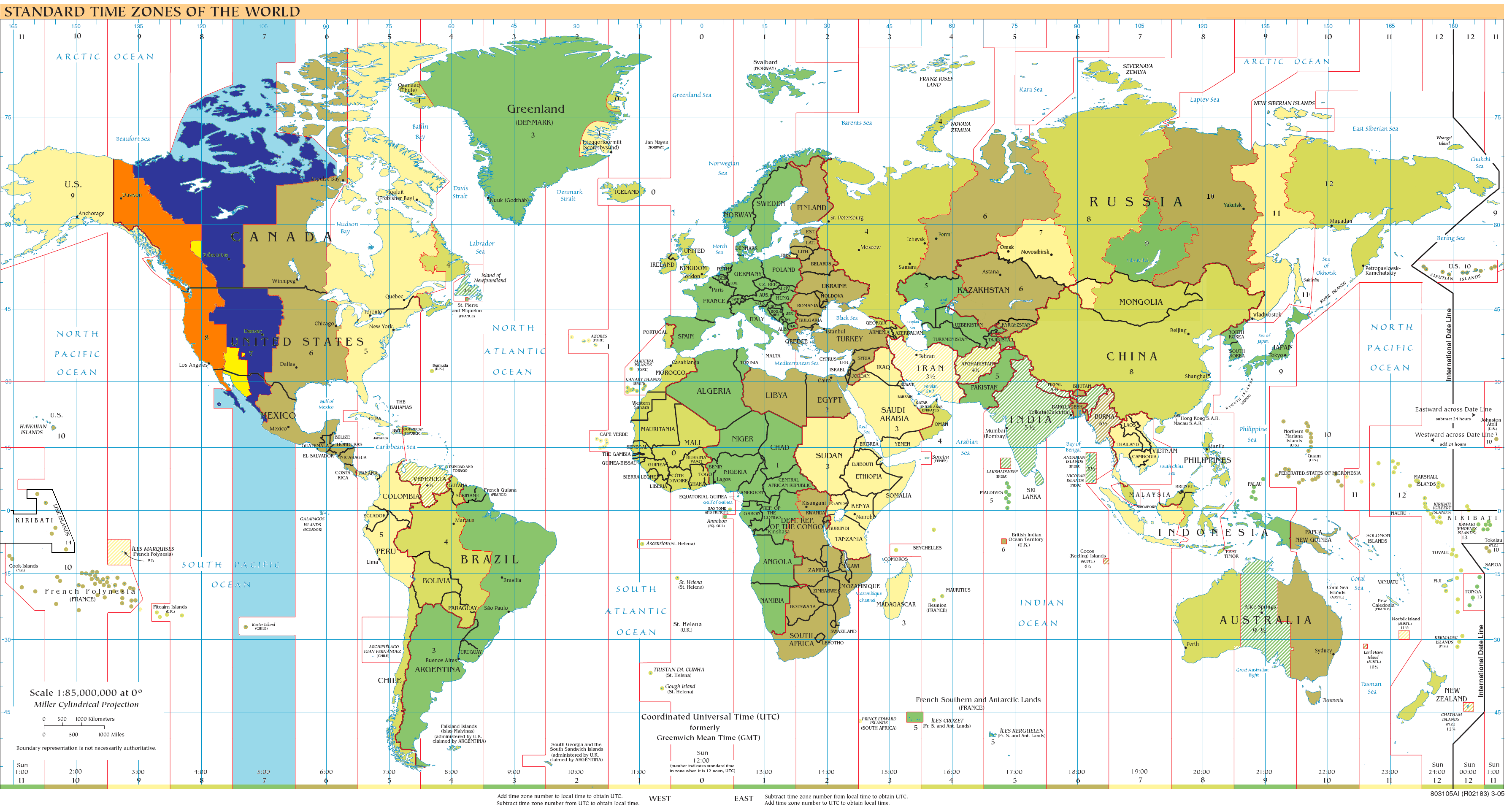
UTC–7-hez tartozó területek:

Az UTC-07:00 egy időeltolódás, amely hét órával van hátrébb az egyezményes koordinált világidőnél (UTC).

## Alap időzónaként használó területek (az északi félteke telein)

### Észak-Amerika
- Kanada
  - Alberta
  - Brit Columbia
    - Cranbrook, Golden, Invermere és Kimberley egyes délkeleti területei

  - Északnyugati területek
  - Nunavut
    - Kitikmeot régió

  - Saskatchewan
    - Lloydminster és a közeli területek
- Egyesült Államok
  -  Colorado 
  -  Montana 
  -  Új-Mexikó 
  -  Utah 
  -  Wyoming 
  -  Arizona 
    - Navajo Nation

  -  Idaho 
    - a Salmon folyótól délre

  -  Kansas 
    - Greeley megye
    - Hamilton megye
    - Sherman megye
    - Wallace megye

  -  Nebraska 
    - Cherry megye nyugati területei
    - Hooker megye
    - Arthur megye
    - Keith megye
    - Perkins megye
    - Chase megye
    - Dundy megye
    - minden a fentiektől nyugatra eső megye az államban

  -  Dél-Dakota 
    - Corson megye
    - Dewey megye
    - Stanley megye nyugati területei
    - Jackson megye
    - Bennett megye
    - minden a fentiektől nyugatra eső megye az államban

  -  Texas 
    - Culberson megye északnyugati területei
    - El Paso megye
    - Hudspeth megye

  -  Észak-Dakota 
    - Adams megye
    - Billings megye
    - Bowman megye
    - Dunn megye déli területei
    - Golden Valley megye
    - Grant megye
    - Hettinger megye
    - McKenzie megye déli területei
    - Sioux megye területei a 31-es úttól délre
    - Slope megye
    - Stark megye

  -  Oregon 
    - Malheur megye nagy része

  -  Nevada 
    - West Wendover település

  -  Oklahoma 
    - Kenton megye
- Mexikó
  - Déli-Alsó-Kalifornia
  - Chihuahua
  - Nayarit (kivéve Bahía de Banderas szigete)
  - Sinaloa

## Alap időzónaként használó területek (egész évben)

### Észak-Amerika
- Kanada
  - Brit Columbia
    - Northern Rockies Regionális Község, Peace River Regionális Körzet

  - Yukon
- Egyesült Államok
  -  Arizona , kivéve Najavo Nationt, amely alkalmaz nyári időszámítást
- Mexikó
  - Sonora

## Nyári időszámításként használó területek (az északi félteke nyarain)

### Észak-Amerika
- Kanada
  - Brit Columbia (kivéve a Northern Rockies Regionális Község, Peace River Regionális Körzet; valamint Cranbrook, Golden, Invermere és Kimberley egyes délkeleti területei)
- Egyesült Államok
  -  Kalifornia 
  -  Washington 
  -  Nevada  (West Wendover település kivételével)
  -  Oregon  (Malheur megye nagy részének kivételével)
  -  Idaho 
    - a Salmon folyótól északra
- Mexikó
  - Alsó-Kalifornia

## Időzónák ebben az időeltolódásban
| Időzóna neve angolul   | Időzóna neve magyarul      | Időzóna rövidítése |
| ---------------------- | -------------------------- | ------------------ |
| Pacific Daylight Time  | Csendes-óceáni nyári idő   | PDT                |
| Mountain Standard Time | Sziklás-hegység (téli) idő | MST                |
| Tango Time Zone[a]     | -                          | T                  |

## Megjegyzés
↑ a:  Katonai időzóna.

## Fordítás
Ez a szócikk részben vagy egészben  az   UTC−07:00 című angol Wikipédia-szócikk ezen változatának fordításán alapul.  Az eredeti cikk szerkesztőit annak laptörténete sorolja fel. Ez a jelzés csupán a megfogalmazás eredetét és a szerzői jogokat jelzi, nem szolgál a cikkben szereplő információk forrásmegjelöléseként.